# Транспорт Екатеринбурга
Екатеринбург обладает развитой сетью общественного транспорта (трамвай, троллейбус, автобус, маршрутное такси, городская электричка, а также метрополитен). Сеть общественного транспорта с 1991 года заметно увеличилась: стало больше троллейбусных маршрутов, появились коммерческие автобусы и маршрутные такси. Проблемой города является недостаточная протяженность метрополитена: построена только одна линия, пересекающая город с севера на юг. Другие линии не строятся ввиду отсутствия финансирования. Стоимость разового билета на общественный транспорт в Екатеринбурге заметно выше, чем в большинстве других городов России — 33 рубля (с февраля 2023 года) при оплате наличными или картой, 30 рублей при оплате общегражданской Екартой (продаётся всем). Планировавшаяся на 1 июля 2017 года реформа сети общественного транспорта (предполагается ликвидация 113 из 139 существующих маршрутов и введение 45 новых), которая вызвала недовольство значительной части горожан, перенесена на 2019 год.Затем постепенно проводилась, и закончилась в конце 2023 года перенумерацией всех маршрутов по европейской системе, где у каждого вида общественного транспорта своя нумерация: теперь с 1 по 24 номер - это трамвайные маршруты, с 25 по 39 троллейбусные, с 40 по 99 автобусные.

## Магистральный транспорт

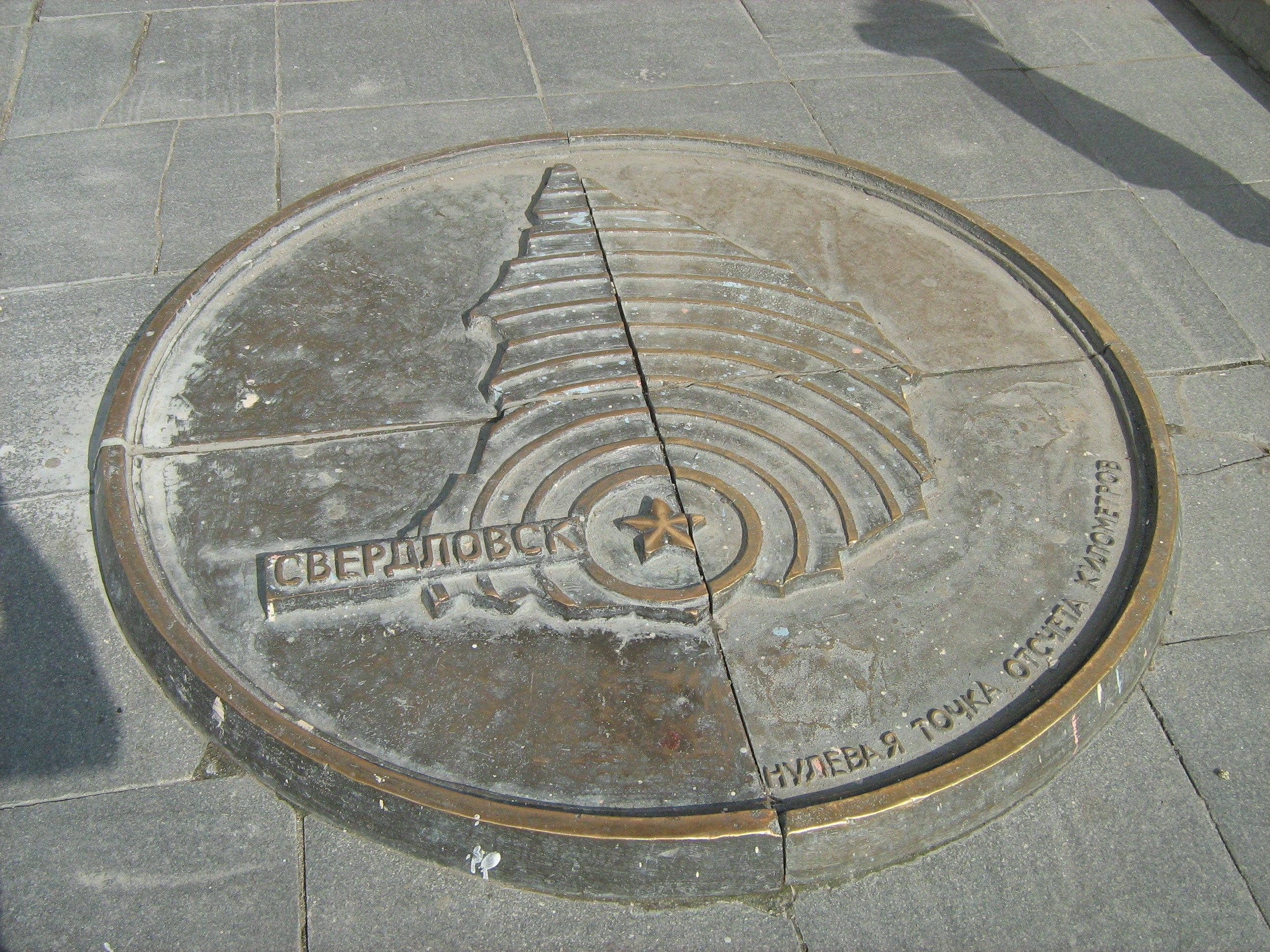
Нулевая точка отсчёта километров

Екатеринбург — третий по величине транспортный узел России (после Москвы и Санкт-Петербурга) — здесь сходятся 6 федеральных автотрасс, 7 магистральных железнодорожных линий, а также располагается крупнейший за пределами Москвы и Санкт-Петербурга международный аэропорт. Формирование Екатеринбурга как важнейшего транспортного узла во многом обусловлено выгодным географическим расположением города — на невысоком участке Уральских гор, через который было удобно прокладывать магистрали, связывающие европейскую и азиатскую части России.

### Автомобильный

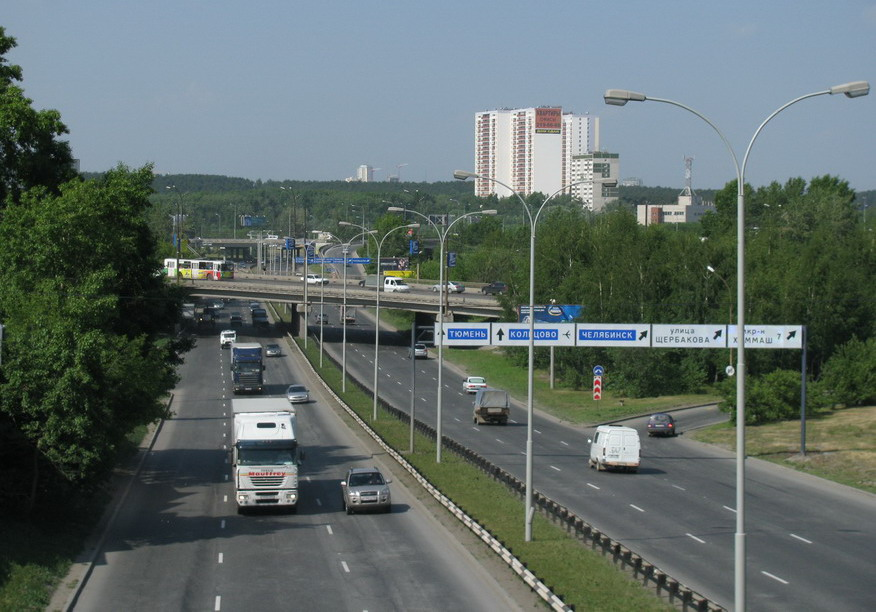
Объездная дорога

Трассы федерального и регионального значения, проходящие через Екатеринбург:
- М5 — федеральная трасса «Урал»[3] — примыкает с юга, на подходе к городу называется Челябинским трактом.
- Р242 — шоссейная дорога на Пермь — примыкает с запада, на подходе к городу называется Новомосковским трактом(участок от Ачита до Екатеринбурга входит в состав М-12).[4]
- Р351 — шоссейная дорога на Тюмень — примыкает с востока, на подходе к городу переходит в дублёр Сибирского тракта(полностью передана в состав М-12).[5]
- Р352 — шоссейная дорога на Нижний Тагил — Серов — примыкает с северо-запада, на подходе к городу называется Серовским трактом.
- Р354 — шоссейная дорога на Шадринск — Курган — примыкает с востока, на подходе к городу переходит в дублёр Сибирского тракта.
- Р355 — шоссейная дорога на Полевской — примыкает с юго-запада, на подходе к городу называется Полевским трактом.

Прочие автодороги (не включённые в перечень федеральных):
- Автодорога на Реж (Режевской тракт) — примыкает с северо-востока к Екатеринбургской кольцевой автодороге (ЕКАД).
- Автодорога на Чусовское Озеро (Чусовской тракт).

Дорога от Екатеринбурга к Челябинску открывает азиатский маршрут AH7, а автодороги на Пермь и Тюмень входят в европейский маршрут E 22.
Междугородное и пригородное автобусное сообщение осуществляется от Южного и Северного автовокзалов, а также от Восточной и Южной автостанций.

### Железнодорожный

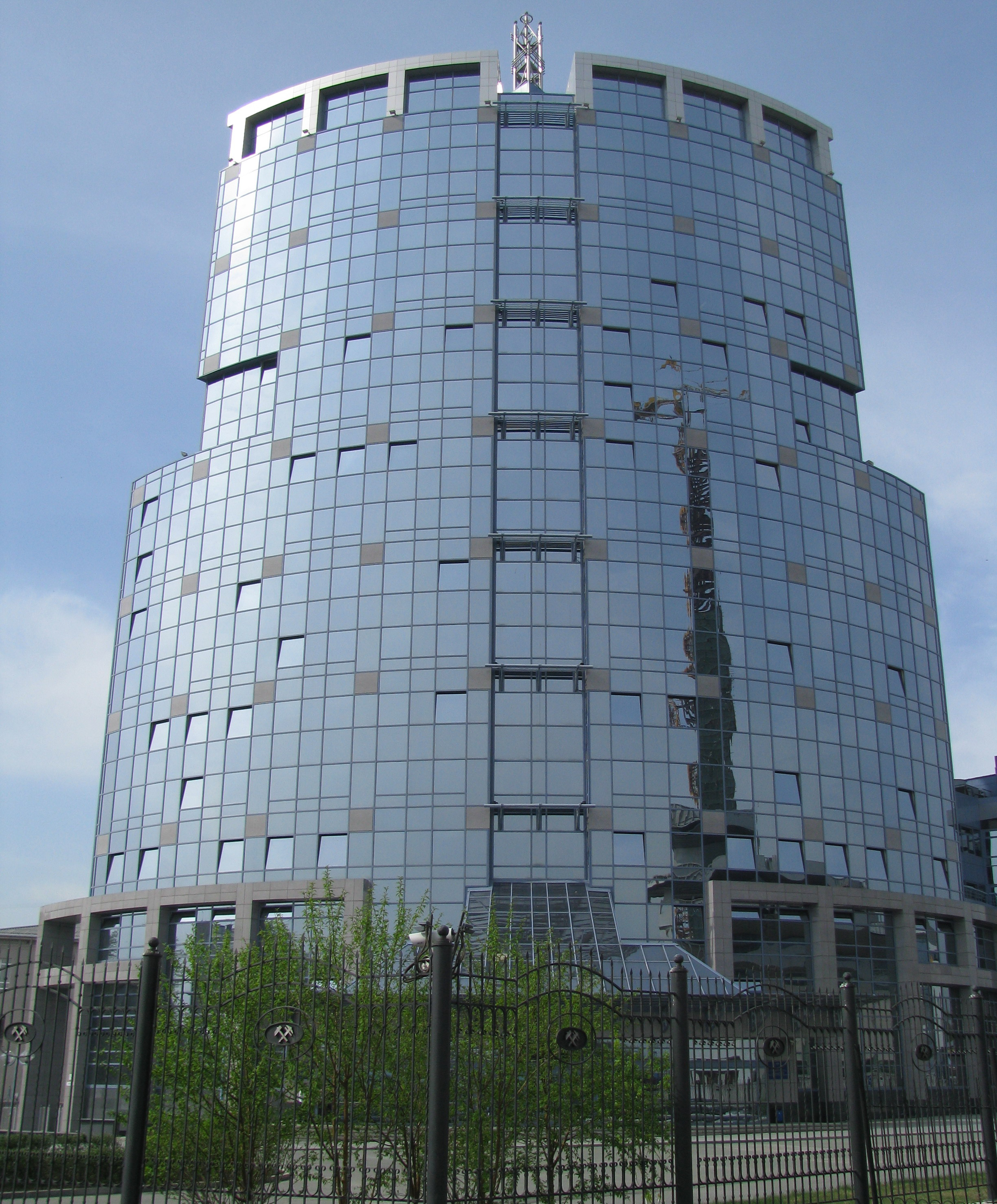
ДЦУП Свердловской железной дороги

Екатеринбург — крупный железнодорожный узел. В екатеринбургском узле сходится 7 магистральный линий (на Пермь, Тюмень, Казань, Нижний Тагил, Челябинск, Курган и Тавду). Станция Екатеринбург-Сортировочный по обороту грузов является крупнейшей в стране. В Екатеринбурге находится Управление Свердловской железной дороги, которая обслуживает поезда на территории Свердловской и Тюменской областей, Пермского края, Ханты-мансийского и Ямало-ненецкого автономных округов, а также части Омской области, здесь же и находится единый дорожный центр управления перевозками (ДЦУП), который отслеживает и контролирует все железнодорожные операции на территории этих регионов. Участок Пермь — Екатеринбург — Тюмень сейчас входит в основной маршрут Транссибирской железнодорожной магистрали.
На третьей Международной конференции по транспорту, прошедшей в Екатеринбурге в 2003 году было принято решение о продлении основного направления международного транспортного коридора № 2 (Берлин — Варшава — Минск — Москва — Нижний Новгород) до Екатеринбурга. Также под Екатеринбургом создаётся Евро-азиатский международный транспортно-логистический центр. Между Екатеринбургом и Москвой  курсируют 2 скорых поезда № 7 и № 15 формирования уральского и горьковского филиалов ОАО "ФПК", в схему которых включены вагоны-трансформеры. Поезд сообщением Екатеринбург — Санкт-Петербург («Демидовский экспресс») — единственный в России фирменный поезд, который удостоен Диплома созданного по инициативе ЮНЕСКО Международного Демидовского фонда за возрождение и сохранение индустриального, духовного и культурного наследия России.

### Воздушный

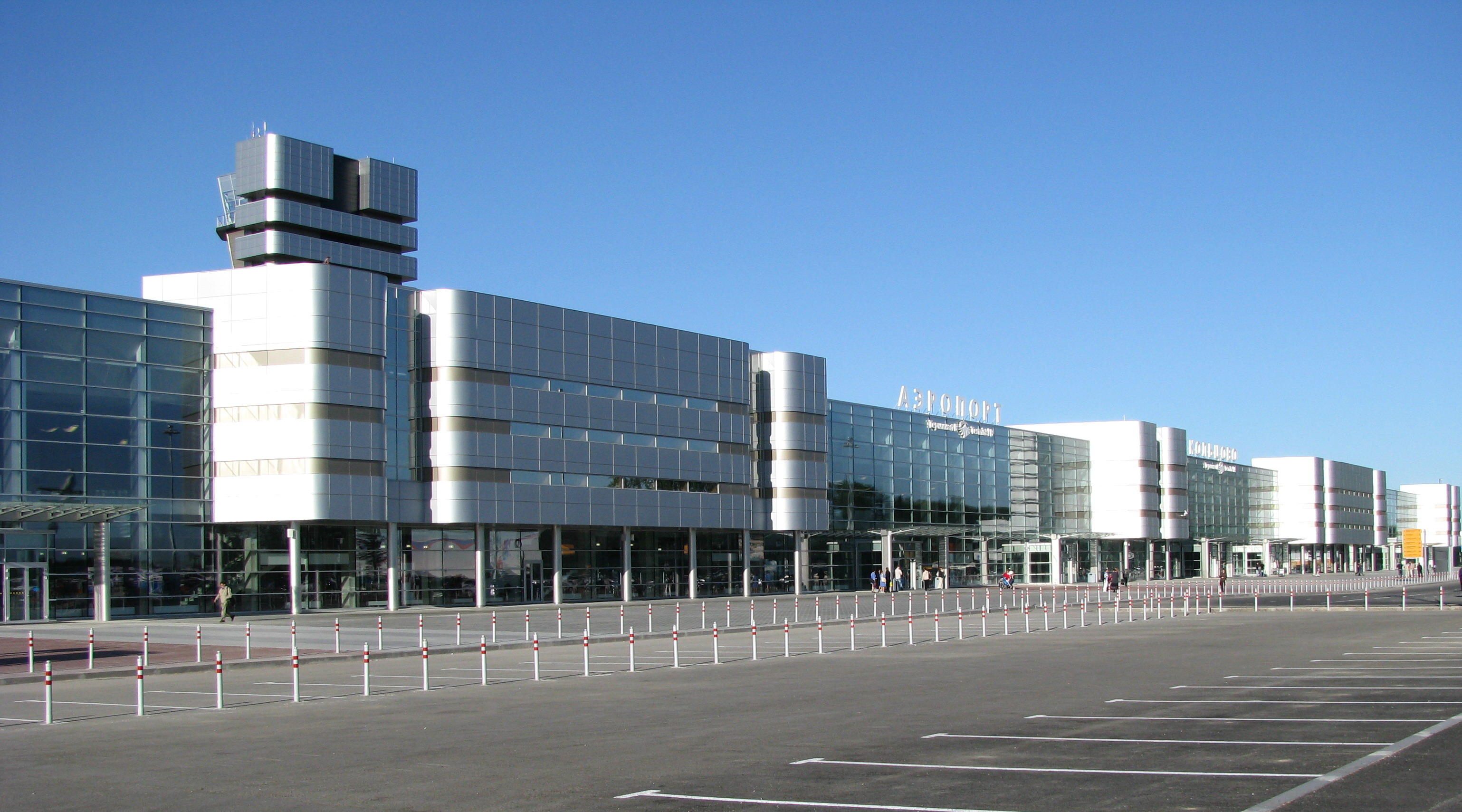
Аэропорт Кольцово

Главными воздушными воротами города является международный аэропорт «Кольцово» — наиболее крупный и современный аэропорт России за пределами Москвы и Санкт-Петербурга. Аэровокзальный комплекс включает три пассажирских терминала — внутрироссийских, международных авиалиний и деловой авиации, кейтеринг, башню командно-диспетчерского пункта, две гостиницы — «Лайнер» и «Angelo». В 2008 году аэропортом было обслужено 2,52 млн пассажиров, из которых 1,003 млн пришлось на международные перевозки. В «Кольцово» работают более 30 российских и зарубежных авиакомпаний, выполняются регулярные рейсы в 104 города мира. Первая взлётно-посадочная полоса после реконструкции в 2009 году способна принимать все типы дальнемагистральных самолётов без ограничения по частоте и взлётной массе. Планируется строительство третьей взлётно-посадочной полосы для создания на базе аэропорта узлового распределительного центра (хаба).
Другой аэропорт города — «Уктус» — был закрыт в декабре 2012 года и в настоящее время используется в качестве вертолетной площадки.

### Трубопроводный

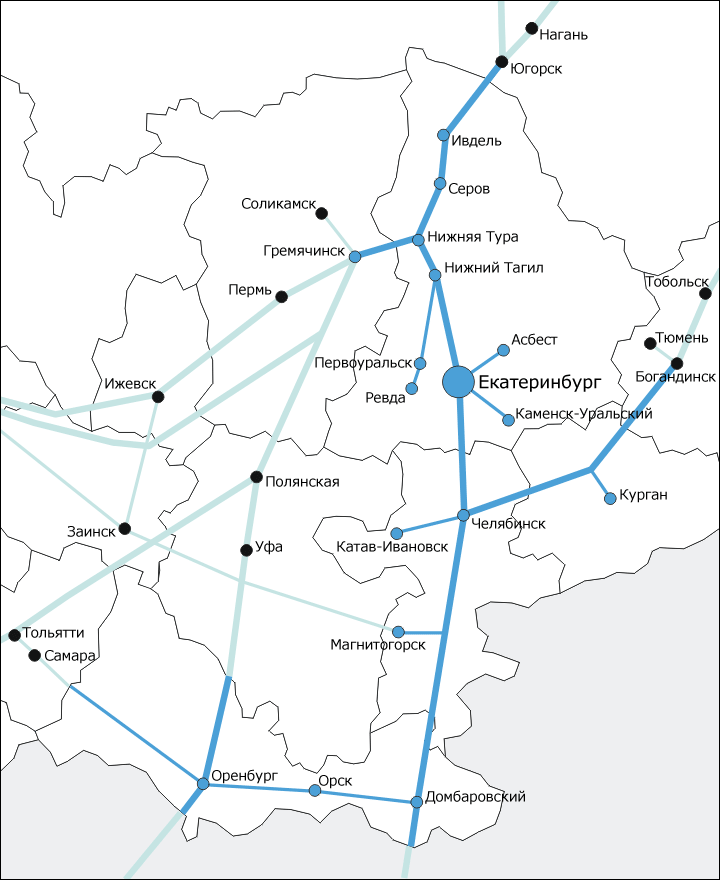
Карта газопроводов ООО «Газпромтрансгаз-Екатеринбург»

Через Екатеринбург проходят магистральные газопроводы «Бухара — Урал» и Игрим — Серов — Екатеринбург. Также в городе находится штаб-квартира компании «Газпром трансгаз Екатеринбург» (до 2008 года называлась «УралТрансГаз»), которая осуществляет транспорт и распределение природного газа на территории Свердловской, Челябинской, Курганской и Оренбургской областей.
В Екатеринбурге, как и во всей Свердловской Области нет нефтеперерабатывающих предприятий, поэтому нефтепроводов вблизи города нет; к городу есть ответвление нефтепродуктопровода Петропавловск — Челябинск — Уфа, принадлежащего компании Уралтранснефтепродукт (г. Уфа).

## Городской транспорт

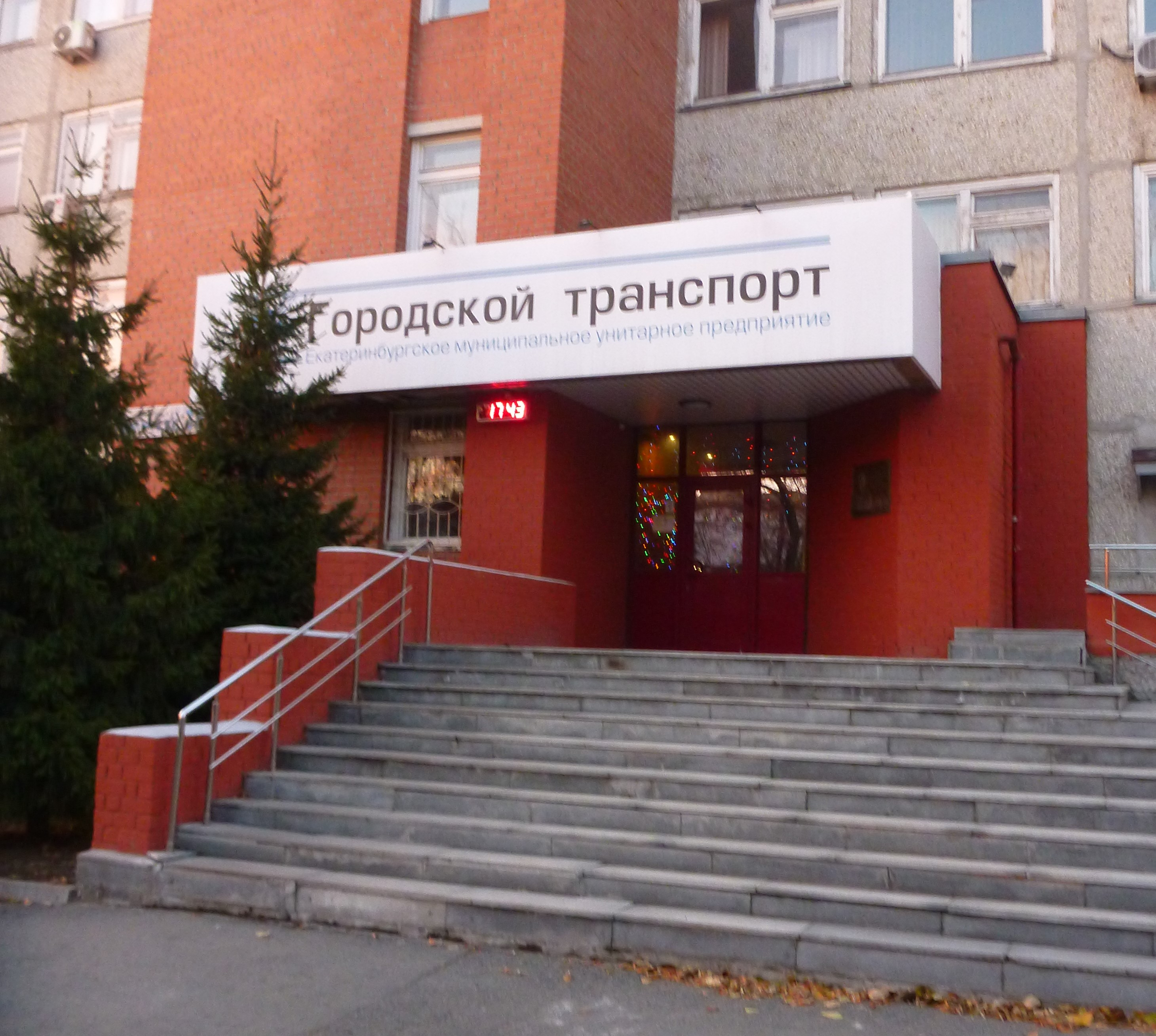
Здание Гортранса — единой организации, которая с 2018 года обслуживает все трамваи, троллейбусы и муниципальные автобусы Екатеринбурга

В Екатеринбурге представлены практически все виды городского транспорта. Общий объём перевозок пассажиров всеми видами транспорта ежегодно снижается. Если в 2002 году годовой пассажиропоток муниципального транспорта составлял 647,1 млн человек и по этому показателю город с большим отрывом занимал в стране третье место, то по итогам 2008 года этот показатель составил 412 млн человек (четвёртое место в России)
. Основными причинами снижения объёма перевозки пассажиров являются увеличение количества личных автомобилей, а также перегруженность автотранспортом центральных улиц города, что значительно затрудняет скорость передвижения общественного транспорта. Положительная тенденция увеличения объёма перевозок сохраняется только у метрополитена, как самого скоростного вида — во многом за счёт вызванной дорожными заторами низкой скорости наземного транспорта. Для связи центра города со строящимся микрорайоном Академический предполагалось строительство линии скоростного трамвая,но это решение заменили строительством простой трамвайной ветки,отходящей от уже существующей.
Екатеринбургское МУП «Трамвайно-троллейбусное управление» — современное транспортное предприятие с развитой инфраструктурой, осуществляющее 60 % городских пассажирских перевозок. Ежедневно на 31 трамвайных и 19 троллейбусных маршрутах выходят 544 единицы подвижного состава. Общая протяженность трамвайных путей в городе составляет 182,2 километра, троллейбусных — 157,8 километра в однопутном исчислении. Всего в коллективе ТТУ работает около 5 700 человек..
В апреле 2025 года был создан Центр управления перевозками.

### Метрополитен

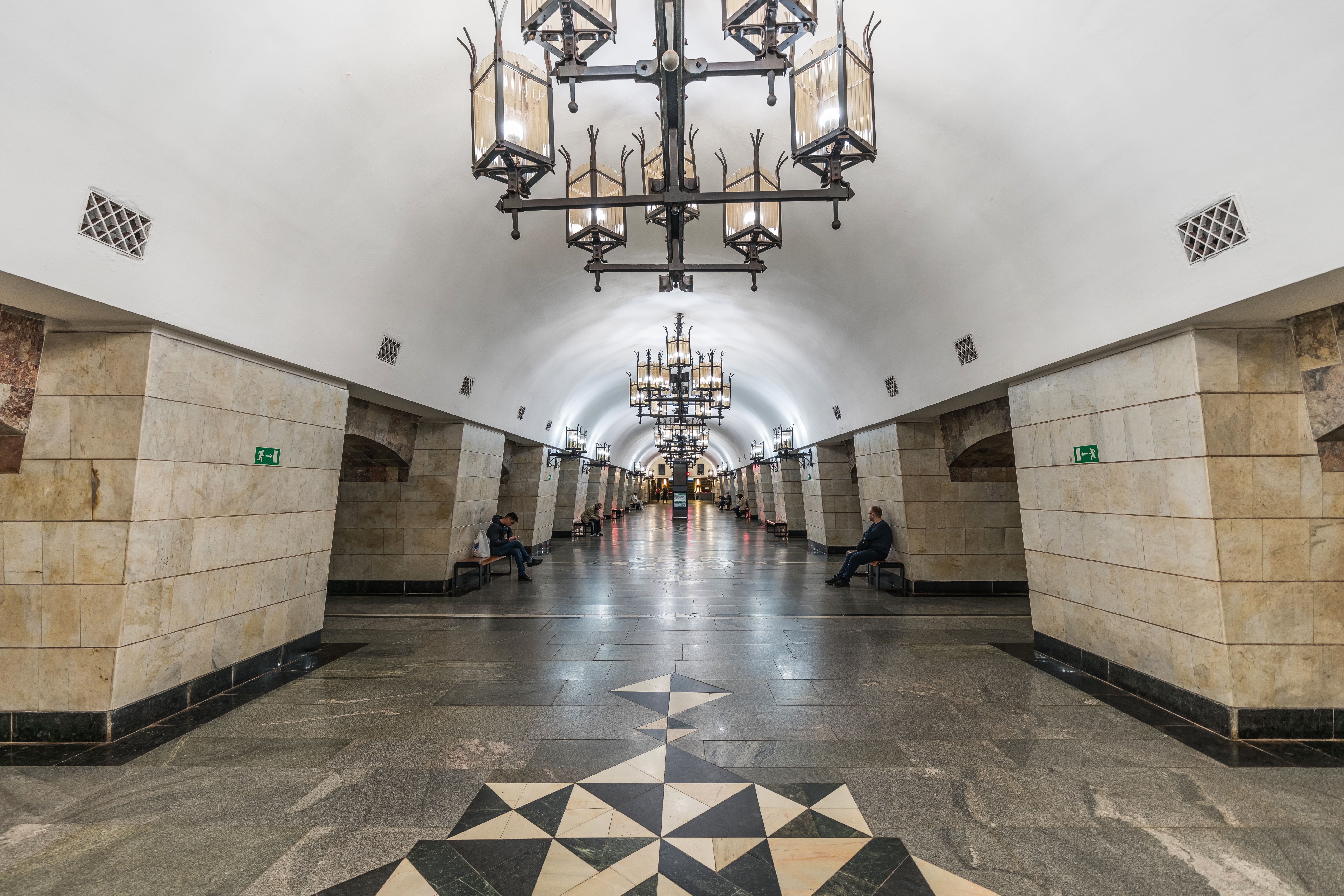
Станция метро «Уральская»

С 1991 года в городе действует 6-й в России и 13-й в СССР метрополитен. На данное время работает одна линия, на которой находятся 9 станций.
Сейчас метро в Екатеринбурге строится очень медленно из-за недостаточного финансирования и сложности грунтов. Финансирование ведётся на 80 % за счёт бюджетов города и области, и 20 % выделяется из федерального центра. В 2006 представители руководства партии «Единая Россия» высказались, что такие пропорции несправедливые и пообещали увеличить финансирование из федерального бюджета в 2,5 раза и сдать две новые станции — «Чкаловскую» и «Ботаническую» в 2009 году. Однако партийцы обещание не сдержали, а после выборов в Государственную думу 2007 года и вовсе не выполняют обязательств по финансированию екатеринбургского метро, и сейчас деньги из федерального центра практически не поступают.
28 июля 2012 года с пуском станции «Чкаловская» было завершено строительство первой ветки Екатеринбургского метрополитена.
В 2019 году администрация Екатеринбурга выделила 250 миллионов рублей на проектирование второй линии метрополитена. Работы должны быть завершены к концу 2019 года.

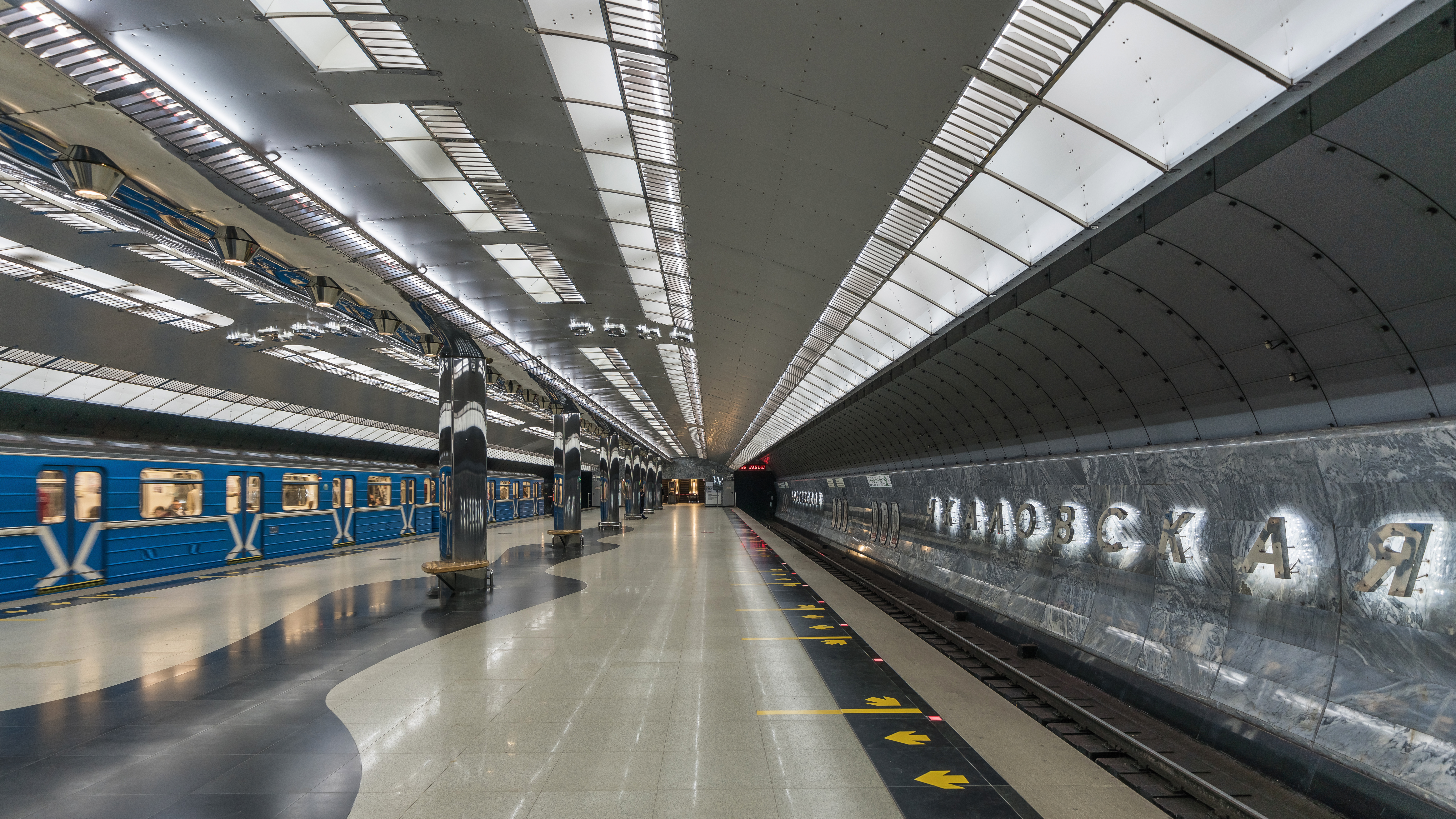
Станция метро «Чкаловская»

Ежегодно пассажиропоток в метро увеличивается, за 2007 год было перевезено 46,4 миллиона пассажиров. По этому показателю метро Екатеринбурга занимает четвёртое место в России, уступая московскому, петербургскому и новосибирскому метро. С середины 2009 года, в тестовом режиме, была введена единая электронная система оплаты услуг метрополитена — «Екарта», для льготников и определённых социальных групп. С 1 января 2010 года, данная система введена для всех категорий граждан для осуществления оплаты в любом типе общественного транспорта.
Бытует мнение, что метро Екатеринбурга является самым коротким в мире, однако это неверно: Кармелит и Днепропетровский метрополитен короче Екатеринбургского метро, и в них меньше станций.

### Автобус

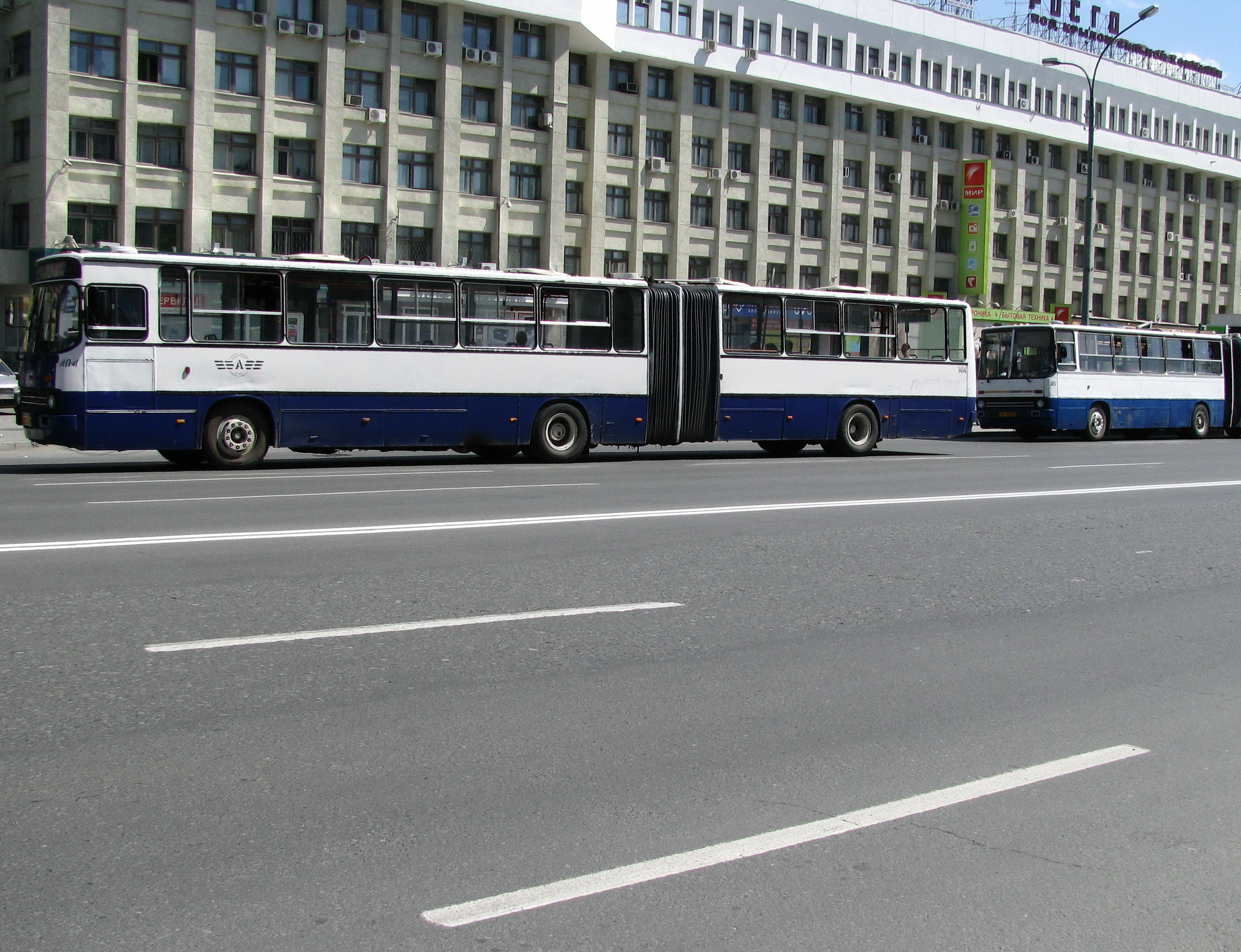
Автобусы в Екатеринбурге

В Екатеринбурге существует 82 автобусных маршрута, 80 из них работают по регулируемому тарифу. За 2007 год муниципальными автобусами внутригородского сообщения было перевезено 114,5 миллионов пассажиров (в 2006 году — 124,6 миллиона пассажиров). Снижение объёмов объясняется усиливающейся ролью маршрутного такси в системе городского транспорта Екатеринбурга.
По данным навигационного портала edu-ekb.ru на 9 сентября 2016 г. (будний день) в утренний час пик на городских маршрутах МОАП работало 168 машин. До начала 2010х годов основной моделью автобусного парка были автобусы особо большой вместимости Ikarus-283 и Ikarus-280 (сочленённый «гармошкой»). В последние годы эта модель вытесняется автобусами большой вместимости  Нефаз-5299. В 2008 году на закупку новых автобусов из городского бюджета было потрачено 250 млн рублей, в 2009 — 233,5 млн рублей; всего в период с 2005 по конец 2009 года автобусный парк города обновлён почти на 50 %. В 2015 году заключен муниципальный контракт на поставку 58 белорусских автобусов МАЗ-203, работающих на метане. В августе 2015 года автобусы переданы в распоряжение ЕМУП МОАП по договору лизинга. В 2015-2016 годах в АП 6 поступило 111 НефАЗ-5299-40-51 (5299UP), более автобусный парк не обновлялся. В настоящий момент Ikarus-283 и Ikarus 280 не эксплуатируются и сохранились только в качестве экспонатов для будущего музея "Гортранса" и базируются в АП-7.

### Троллейбус

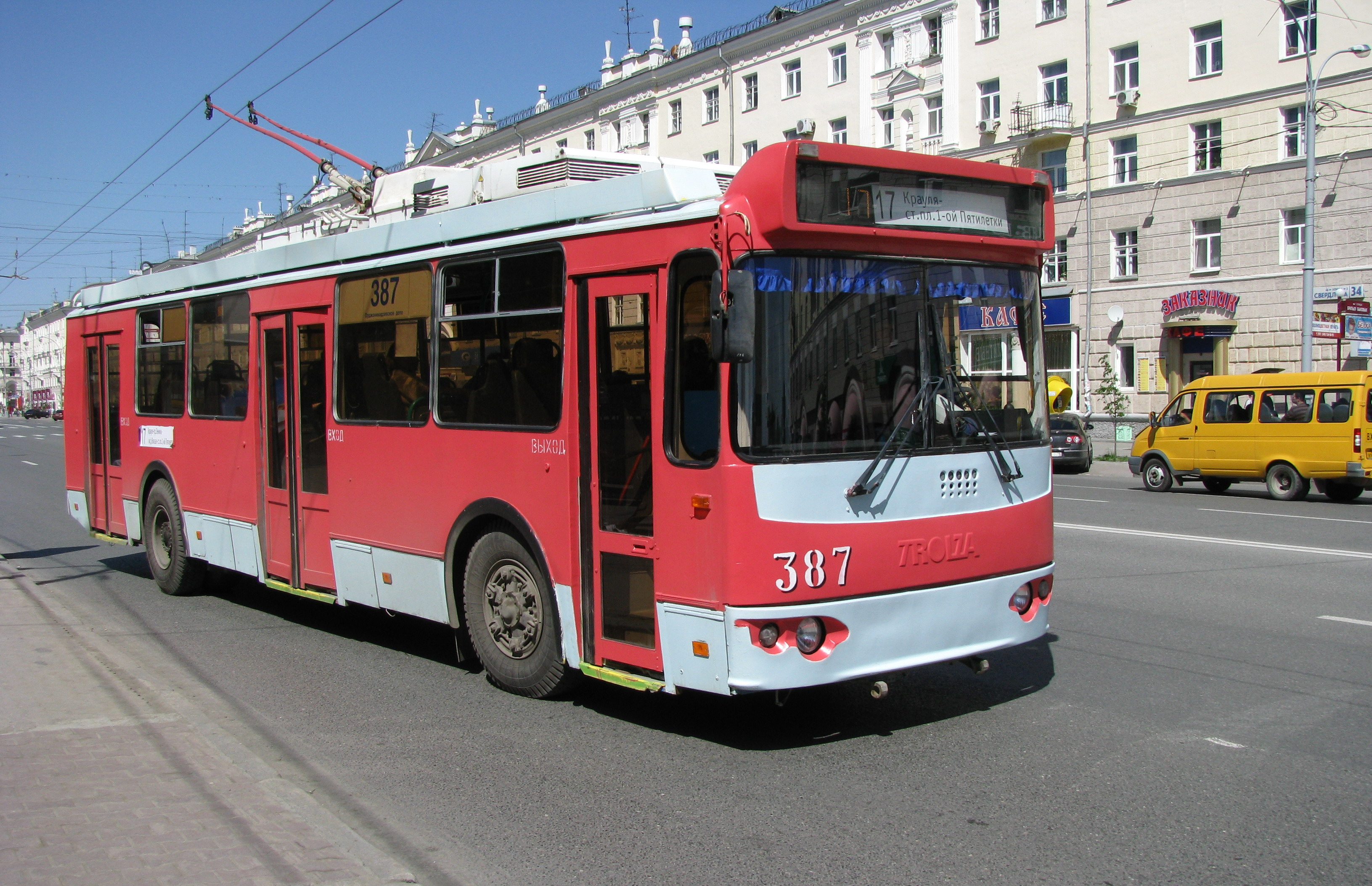
Троллейбус в Екатеринбурге

Троллейбусное движение в Екатеринбурге существует с 1943 года. Сейчас функционируют 19 маршрутов, на которых работает 250 троллейбусов. Общая протяжённость троллейбусных линий составляет 160 км. Число пассажиров, перевезённых за 2013 год троллейбусным транспортом, составило 34,1 миллиона человек (в 2006 году этот показатель равнялся 84,3 миллионам пассажиров).
Подвижной состав представлен в основном моделями ЗиУ-682, ЗиУ-683, ЗиУ-6205. В 2000-е годы закупались новые троллейбусы БТЗ-5276, ВМЗ-5298, на их приобретение в 2008 году из городского бюджета было выделено 63 миллиона рублей. В 2010-2012 годы в город поставлялись старые троллейбусы ЗИУ - 682, прошедшие капитальный ремонт. К было закупленно 50 машин Белорусского производства БКМ-3210
В проекте новой сети общественного транспорта, разрабатываемой фондом "Город. PRO" планируется прекращение троллейбусного движения на следующих участках:
- по проспекту Космонавтов на участке ул. Мамина - Сибиряка - Кинотеатр "Заря" (нынешние маршруты 3,5,12,17)
- по ул. Машиностроителей на участке пр-кт Космонавтов - пл. 1-й пятилетки (нынешний маршрут 17)
- по ул. Бардина, Онуфриева (нынешний маршрут 11)
- по ул. Щорса на участке между ул. Белинского и ЦПКиО (нынешний маршрут 5)
- по ул. Самолетной (нынешний маршрут 9)

Троллейбусная сеть Екатеринбурга будет разделена на две независимые друг от друга сети: городская сеть и сеть Орджоникидзевского района.

### Трамвай

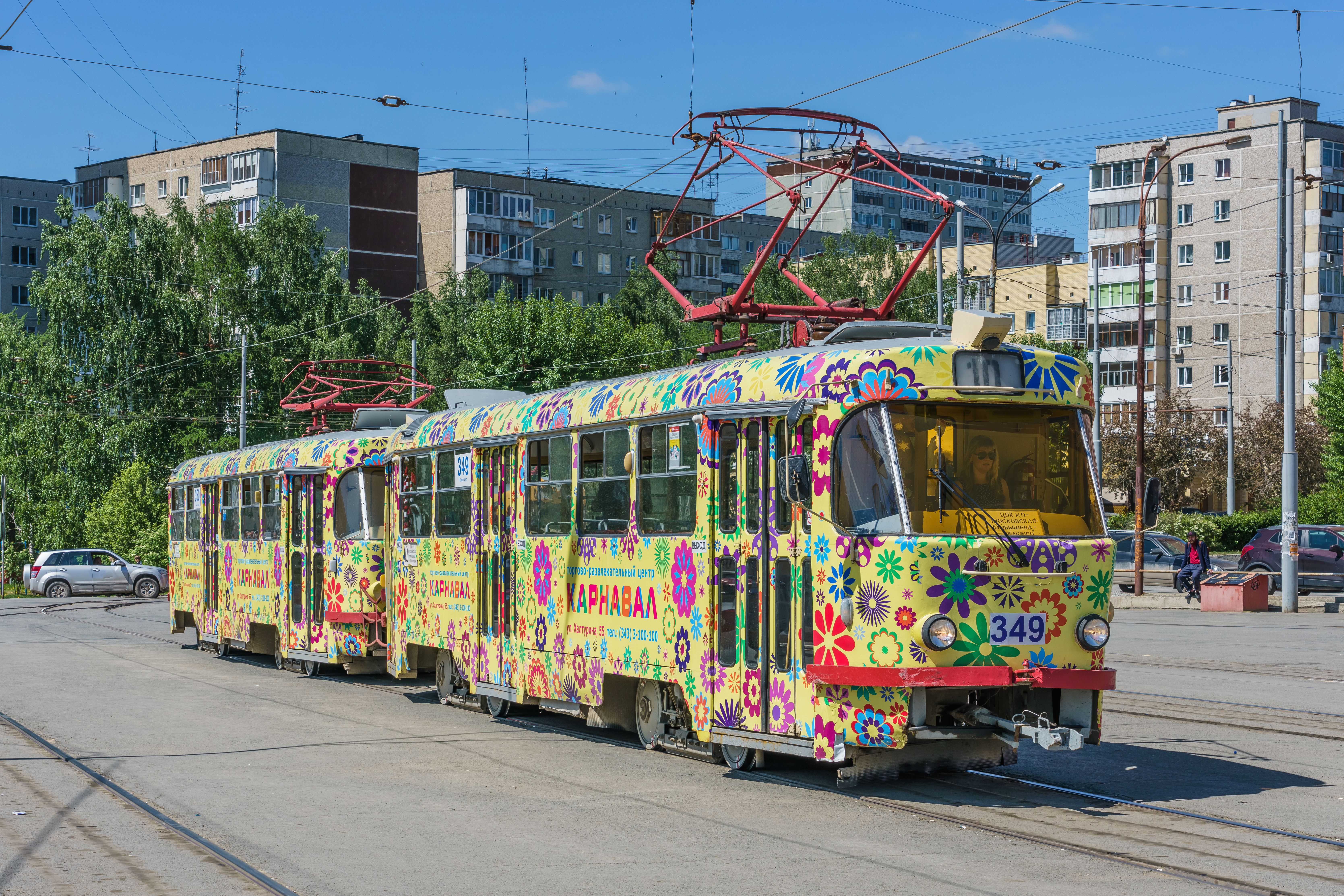
Трамвай в Екатеринбурге

Трамвай появился в городе в 1929 году и в данное время играет ведущую роль в системе городского транспорта. Объём перевезённых за 2013 год пассажиров составил 93,7 миллиона человек; ввиду роста автомобилизации с каждым годом этот показатель снижается (например, в 2003 году он составлял 245 миллионов человек). По состоянию на 2014 год функционирует 30 маршрутов, на которых работает 459 вагонов. Общая длина маршрутов составляет 183,2 км. Трамвайное хозяйство обслуживают три трамвайных депо — Южное, Северное и Западное.
Большинство вагонов — чешского производства, это Tatra Т3 и Tatra T6B5; в 2000-х годах стали закупаться новые трамваи производства екатеринбургского предприятия «Уралтрансмаш» — модель «Спектр» 71-402, 71-403, 71-405.
С октября 2015 года на улицах Екатеринбурга проходят обкатку низкопольные трехсекционные трамвайные вагоны модели 71-409-01 производства ОАО «Уралтрасмаш», адаптированные для маломобильных групп населения. По окончании испытаний власти Екатеринбурга планируют сформулировать перечень замечаний для доработки производителем с последующим принятием решения относительно целесообразности приобретения вагонов данной модели для массовой эксплуатации в городе. Летом 2016 года было заключено рамочное соглашение о модернизации старых Екатеринбургских трамваев на заводе "Уралтрансмаш" с оборудованием низкопольной площадки в средней части вагона. На данный момент не планируется как закупка новых трамваев, так и модернизация старых.

### Маршрутное такси

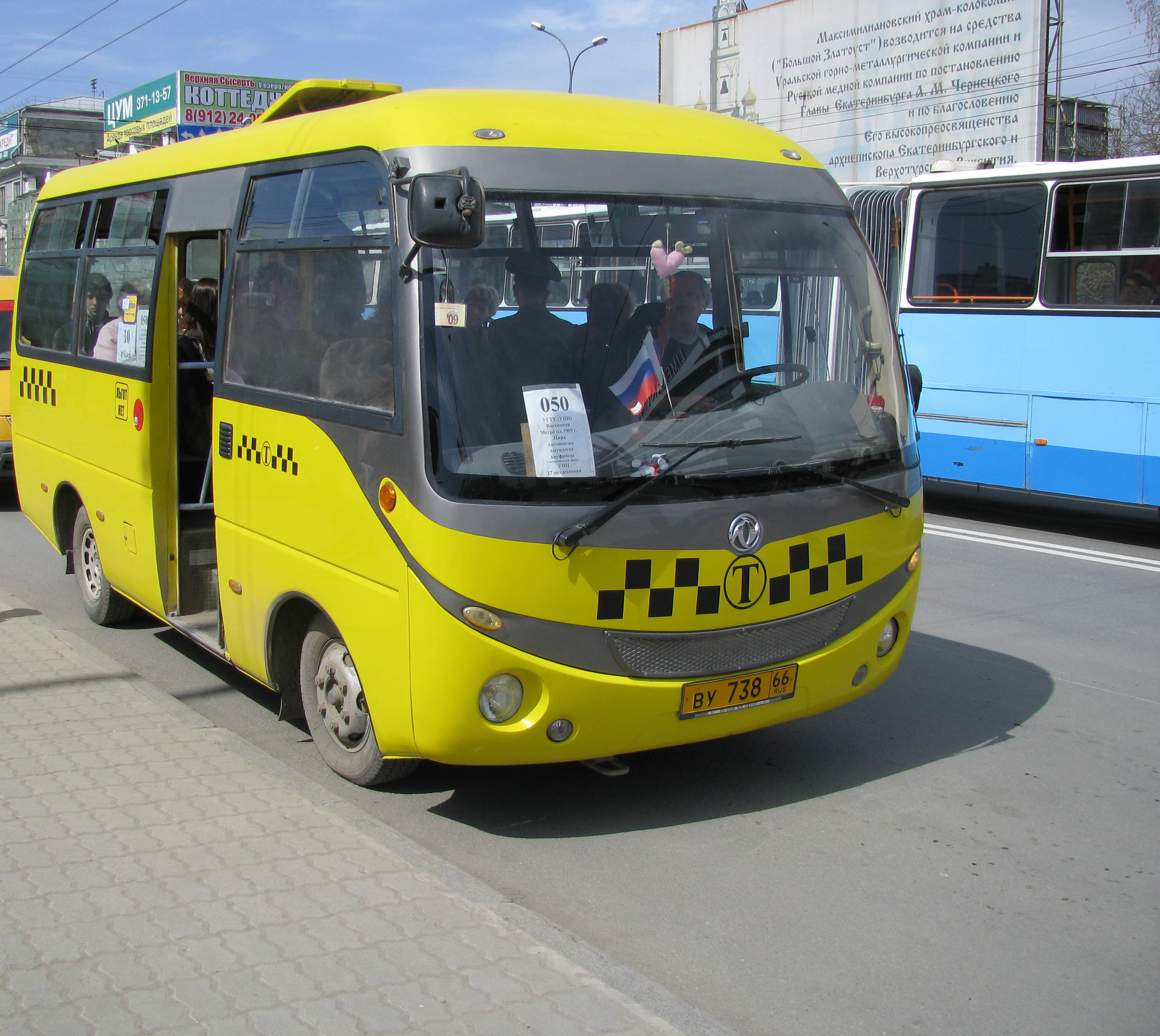
Маршрутное такси в Екатеринбурге

Маршрутное такси в Екатеринбурге начало активно развиваться в конце 1990-х — начале 2000-х годов. Сейчас маршрутное такси представлено несколькими перевозчиками, имеет развитую сеть, состоящую из 72 маршрутов.

### Городская электричка

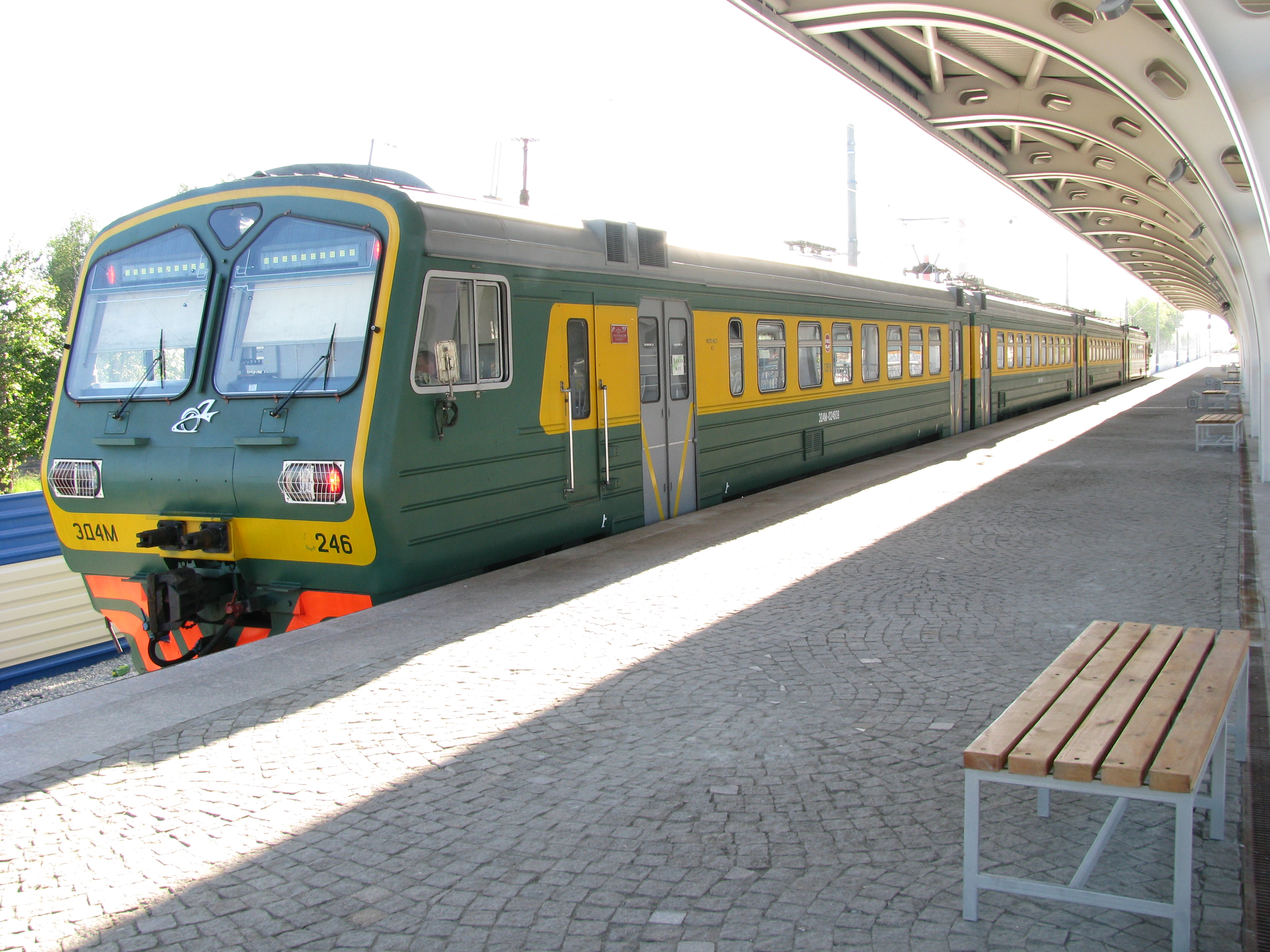
Городская электричка в Екатеринбурге

С 2005 года в систему городского транспорта включён городской электропоезд (s-bahn). Для этого специально провели электрификацию участка от станции Шарташ до станции Сысерть, а также построили несколько новых платформ. Сейчас работают две линии екатеринбургской городской электрички — Екатеринбург-Сортировочный — Керамик — Сысерть и Екатеринбург-Пассажирский — Кольцово (аэроэкспресс). К 2010 году планировалось ввести в строй третью линию — от станции метро «Машиностроителей» до города Верхняя Пышма, между которыми будет организовано ещё три станции.
За 2008 год городской электричкой в Екатеринбурге перевезено 2,5 миллиона пассажиров.

### Личный автотранспорт
По данным рейтинга РБК, опубликованного в 2008 году по количеству автомобилей Екатеринбург уступает лишь Москве и Санкт-Петербургу. При этом по количеству автомобилей на душу населения город занимал в то время 11-е место в России (среди городов-миллионников — второе место после Москвы). По состоянию на июль 2009 года в Екатеринбурге насчитывается около 525 тысяч автомобилей. В связи с высокой автомобилизацией, а также ввиду исключительно компактной застройки, город испытывает огромные дорожные заторы (пробки). Для повышения пропускной способности улично-дорожной сети ведётся её поэтапная реконструкция, возводятся многоуровневые развязки. В целях сокращения транзитного движения поэтапно строится Екатеринбургская кольцевая автодорога (к 2008 году построено восточное полукольцо, в дальнейшем продлена до Новомосковского тракта). Реализуется проект введения на улицах «умного» светофорного регулирования.

### Отслеживание местоположения
Существует возможность отслеживать местонахождение транспорта через интернет на сайтах для компьютеров, для мобильных, а также с помощью SMS-сервиса "Где трамвай".

## Транспортная реформа 2017 года

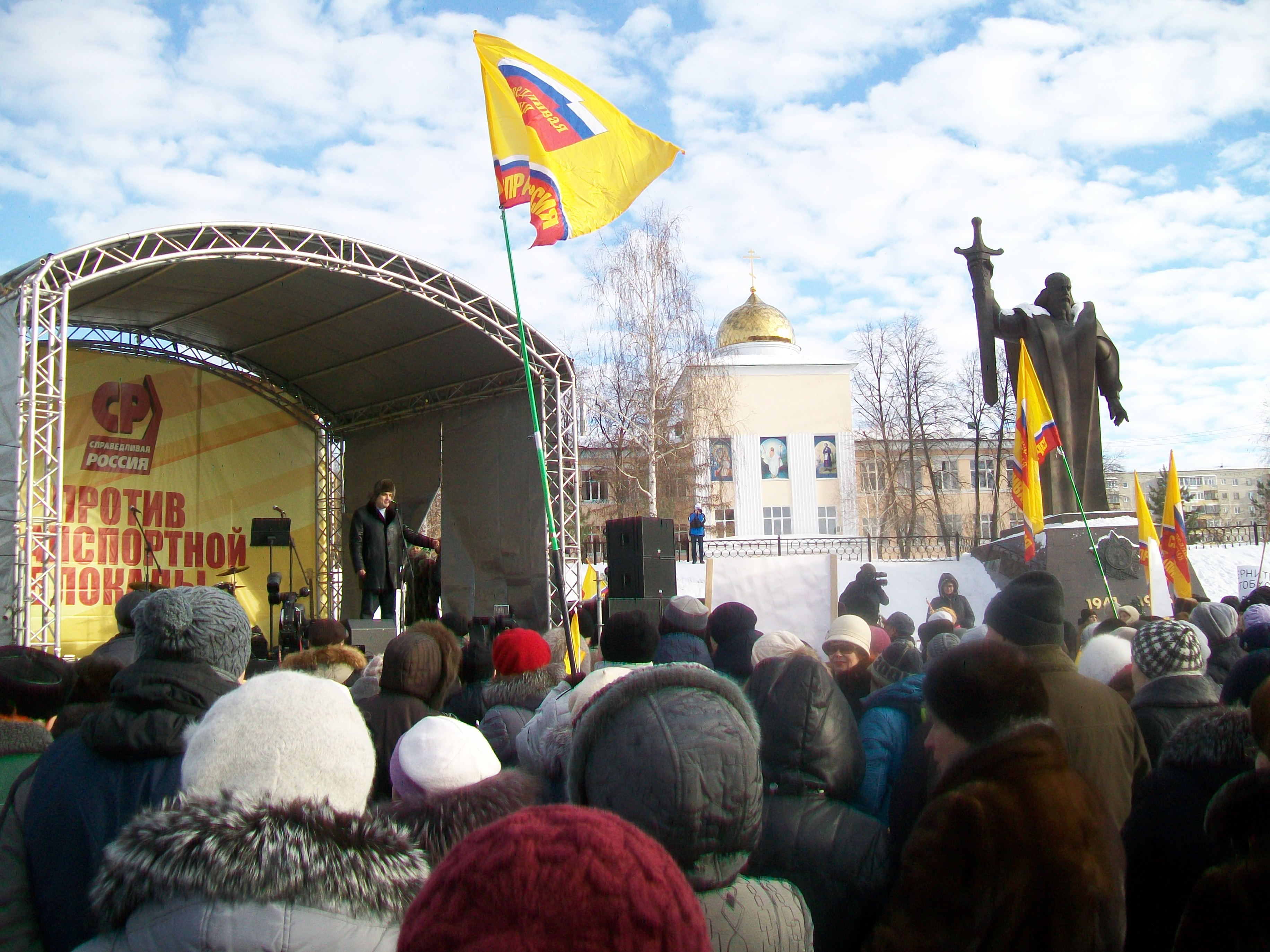
Митинг 31 января 2017 года против повышения платы за проезд и новой транспортной схемы

- Документ планирования перевозок пассажиров по муниципальным маршрутам в городе Екатеринбурге был утвержден 29 декабря 2016 года[50].
- С 1 июля 2017 года согласно постановлению главы администрации Екатеринбурга Александра Якоба транспортная сеть Екатеринбурга должна была кардинальным образом измениться[51]:
- Отменяются 113 из 139 действующих маршрутов общественного транспорта (87 автобусных, 18 трамвайных и 8 троллейбусных). Их заменят 45 новых автобусных маршрутов. При этом новые маршруты будут короткими, что приведет к необходимости частых пересадок;
- Отменяются все частные автобусы небольшой вместимости. В итоге количество автобусов в городе сокращается почти в три раза — с 1400 единиц до 469 единиц;
- Вводится повременная система оплаты проезда.

Значительная часть горожан оказалась недовольна реформой. Так, 30 и 31 января 2017 года в городе прошли протестные митинги. Петиция против новой транспортной схемы собрала на Change.org более 10 тыс. подписей.
В результате протестных выступлений реформа перенесена на 2019 год.

## Реформа 2018 года
При новом главе Екатеринбурга Александре Высокинском были объединены в 2018 году в Екатеринбургское муниципальное унитарное предприятие «Гортранс» МОАП (муниципальные автобусы) и «Трамвайно-троллейбусное управление». После объединения выросла аварийность на муниципальном автотранспорте Екатеринбурга. За 2019 год в Екатеринбурге были зафиксированы 105 дорожно-транспортных происшествий, в которых правила дорожного движения нарушили водители муниципальных автобусов (в 2018 году таких дорожно-транспортных происшествий было 67), в результате которых 2 человека погибли, а 124 человека получили ранения. Руководитель ЕМУП «Гортранс» Сергей Нугаев в 2020 году пояснил, что одной из причин высокой аварийности стала нехватка водительских кадров, которая привела к тому, что шоферы перерабатывали.